# Alan Burnett (Snookerspieler)
Alan Burnett (* 2. September 1978) ist ein ehemaliger schottischer Snookerspieler aus Kilmarnock, der zwischen 1996 und 2001 insgesamt drei Spielzeiten auf der Snooker Main Tour verbrachte. In dieser Zeit erreichte er unter anderem die Runde der letzten 32 des Grand Prix 1998 und Rang 103 der Snookerweltrangliste. Als Amateur gewann er die U21-Weltmeisterschaft 1995 und die schottische Snooker-Meisterschaft 1996.

## Karriere
Burnett begann früh mit dem Snooker und gewann mit 12 Jahren sein erstes Turnier. 1991 wurde er schottischer Vize-Meister der U16, mit 15 Jahren siegte er bei der britischen U19-Meisterschaft. 1995 stand er bereits im Halbfinale der schottischen Herren-Meisterschaft, kurz bevor er mit 18 Jahren die U21-Snookerweltmeisterschaft gewann. Auf seinem Weg zum Triumph besiegte er unter anderem Phaitoon Phonbun, Marlon Manalo und im Endspiel Suchakree Poomjang. Anschließend zog er noch ins Viertelfinale der Herren-Amateurweltmeisterschaft ein, unterlag dort aber Rom Surin mit 4:5. Noch im selben Jahr nahm er am Scottish Masters teil, einem professionellen Einladungsturnier für ausgewählte Spieler, das zur Qualifikationsphase aber auch führende schottische Amateure einlud. Burnett besiegte die profilierten Profispieler Neal Foulds und Andy Hicks und zog als einziger in die Hauptrunde ein, wo er jedoch gegen Peter Ebdon sein Auftaktspiel klar verlor. Mittlerweile wuchs bei Burnett der Wunsch, selbst Profispieler zu werden. Da damals die Profitour für alle Spieler offen war, brauchte Burnett keine sportliche Qualifikation zu erbringen, und schrieb sich daher zur Saison 1996/97 für die Profitour ein. Seine Amateurkarriere beendete er Anfang 1996 mit dem Gewinn des schottischen Meistertitels im Endspiel gegen James McBain.
Für die Verhältnisse eines Tourneulings konnte Burnett in seiner Debütsaison als Profispieler vergleichsweise viele Spiele gewinnen. Die Tour war damals durch ihren offenen Charakter sehr groß und die meisten Turniere begannen für die meisten Spieler mit umfangreichen Qualifikationsturnieren, die je nach Weltranglistenposition des Spielers bis zu etwa zehn Runden umfassen konnten. Burnett schied beim Gros der Turniere deshalb noch in der Qualifikation aus, schaffte es aber zum Beispiel bei den European Open von der ersten Runde bis in die finale neunte Qualifikationsrunde, bis er ausschied. Analog gewann er bei der Snookerweltmeisterschaft 1997 sieben Qualifikationsspiele in Folge, ehe er in der vorletzten Qualifikationsrunde gegen seinen Landsmann Drew Henry verlor. Dabei konnte er mit einem 10:1-Sieg über den ehemaligen Vize-Weltmeister Doug Mountjoy in nur 106 Minuten sogar einen Rekord für das schnellste Best-of-19-Frames-Spiel in der WM-Geschichte aufstellen. Zuvor hatte Burnett bei der UK Championship und den International Open sogar zwei Hauptrunden erreicht. Bei der Benson and Hedges Championship kam er sogar bis ins Achtelfinale, das Turnier hatte aber keinen Einfluss auf die Weltrangliste. Auf dieser konnte er am Saisonende direkt auf Platz 134 einsteigen.
Doch ausgerechnet Mitte 1997 beschloss der Weltverband, den aus den Nähten geplatzten Profisnooker zu reformieren. Die eigentliche Profitour wurde auf etwas mehr als hundert Spieler begrenzt, alle anderen in eine zweitklassige Profitour namens UK Tour deklassiert. Burnetts Weltranglistenposition reichte für eine direkte Qualifikation nicht aus. So probierte er sein Glück bei der WPBSA Qualifying School, doch gleich drei Mal verlor er im entscheidenden Spiel. Letztlich musste er daher in der nächsten Saison auf der UK Tour 1997/98 starten. Bei der Benson and Hedges Championship, an der er auch als UK-Tour-Spieler teilnehmen konnte, gelang ihm mit einer Halbfinalteilnahme ein großer Achtungserfolg, bei den eigenen Events der UK Tour kam er immerhin einmal bis ins Achtelfinale. Am Ende langten seine Ergebnisse, um in der Saison 1998/99 wieder auf der richtigen Profitour zu spielen. Auch wenn er das Viertelfinale der Benson and Hedges Championship, die Runde der letzten 32 des Grand Prix und die Runde der letzten 64 der UK Championship erreichte und auf der Weltrangliste auf Rang 103 einstieg und am Ende immerhin noch auf Platz 108 geführt wurde, reichten seine Leistungen nicht für den Klassenerhalt aus.
In der folgenden Spielzeit hatte er so wieder keine Berechtigung für die Main Tour, sondern wieder nur für die UK Tour. Formal blieb er während der Saison sogar auf der Snookerweltrangliste gelistet, trotzdem durfte er nur im Rahmen der UK Tour an den beiden ausgewählten Main-Tour-Turnieren teilnehmen. Ein Achtel- und ein Viertelfinale bei den eigenen Events der UK Tour sorgten am Ende dafür, dass der Schotte Platz 9 der Endwertung der Tour belegte und sich wieder für die Snooker Main Tour, also die richtige Profitour, qualifizierte. Dazu wurde er vom professionellen Weltverband in dessen Förderprogramm Young Players of Distinction aufgenommen. Trotzdem lief die anschließende Saison sehr enttäuschend, denn Burnett konnte gerade einmal drei Partien bei allen neun Profiturnieren für sich entscheiden. Nur auf Platz 151 der Weltrangliste geführt, verlor er so die Main-Tour-Berechtigung direkt wieder. Danach spielte er noch die anschließende Challenge-Tour-Saison, der Nachfolger-Turnierserie der UK Tour, hatte dabei aber ebenfalls keinen großen Erfolg. Danach zog er sich vom Snooker zurück.

## Erfolge
| Ausgang         | Jahr         | Turnier                           | Finalgegner        | Ergebnis  |
| --------------- | ------------ | --------------------------------- | ------------------ | --------- |
| Amateurturniere |              |                                   |                    |           |
| Finalist        | 1991         | Schottische U16-Meisterschaft     | Evan Munro         | 1:5       |
| Sieger          | 1993 o. 1994 | Britische U19-Meisterschaft       | unbekannt          | unbekannt |
| Sieger          | 1995         | IBSF U21-Snookerweltmeisterschaft | Suchakree Poomjang | 11:6      |
| Sieger          | 1996         | Schottische Snooker-Meisterschaft | James McBain       | 5:3       |
| Finalist        | 1997         | WPBSA Qualifying School – Event 1 | Joe Perry          | 1:5       |
| Finalist        | 1997         | WPBSA Qualifying School – Event 2 | John Read          | 2:5       |
| Finalist        | 1997         | WPBSA Qualifying School – Event 3 | Karl Burrows       | 4:5       |